# 69-я бригада войск НКВД по охране особо важных предприятий промышленности

Командир 69-й бригады войск НКВД полковник Мельников А. К..

Военный комиссар 69-й бригады войск НКВД батальонный комиссар Власенко И. А..

69-я бригада войск НКВД CCCP по охране особо важных предприятий промышленности — формирование (соединение, бригада) внутренних войск НКВД СССР, в подчинении Главного управления войск НКВД СССР по охране особо важных предприятий промышленности.
Сформирована 24 июня 1941 года согласно Мобилизационному плану в городе Тула на основе частей 11-й дивизии войск НКВД (в 1941 году до начала Великой Отечественной войны охраняла объекты в Московской области) для охраны оборонных заводов Тульской и Тамбовской областей.
Формированием бригады занимались подполковник Сафиулин Г. Б. и батальонный комиссар Власенко И. А.. После откомандирования Г. Б. Сафиулина в действующую армию, 2 июля командиром бригады был назначен полковник Мельников А. К..

## Состав бригады в июле 1941 года
- управление
- 180-й полк войск НКВД по охране особо важных предприятий промышленности [6] (дислоцировался в г. Сталиногорске, ныне г. Новомосковск Тульской области);
- 114-й отдельный батальон, в августе был развёрнут в 156-й полк войск НКВД[7] (размещался в Туле и охранял Тульский оружейный завод);
- 76-й отдельный батальон (дислоцировался в г. Котовск Тамбовской области);
- 115-й отдельный батальон (дислоцировался в г. Алексин Тульской области).

## Боевой путь
Вследствие начавшегося 30 сентября глубокого прорыва 2-й танковой группы Г. Гудериана возникла реальная угроза захвата Тулы. 69-я бригада была передана в состав 50-й армии и вместе с ней участвовала в обороне г. Тула сначала в составе Брянского, затем Западного фронта. В первые дни Тульской оборонительной операции, 20 октября — 2 ноября, когда танки Гудериана и полк «Великая Германия» вели непрерывные атаки в попытке взять Тулу схода, город обороняли части 69-й бригады, которые совместно с Тульским рабочим полком, 732-м зенитным артиллерийским полком и некоторыми другими частями (в том числе сведёнными из разрозненных после отступления)  сумели удержать оборону до подхода подкреплений. Наиболее активное участие в отражении первого удара приняли 156-й полк войск НКВД, который сражался на южных подступах к Туле, 115-й отдельный батальон, прикрывавший отход частей 49-й армии на новый оборонительный рубеж в направлении Алексин  и 180-й полк войск НКВД, оборонявший Сталиногорск .
Г. Гудериан писал позднее в своих воспоминаниях: «Попытка захватить город сходу натолкнулась на сильную противотанковую и противовоздушную оборону и окончилась провалом, причём мы понесли значительные потери в танках и офицерском составе» .
10 ноября приказом по 50-й армии командир 69-й бригады полковник Мельников А. К. был назначен начальником гарнизона г. Тулы, военным комиссаром г. Тулы — батальонный комиссар Власенко И. А., комендантом г. Тулы — интендант 2-го ранга Селезнёв В. М. Бригаде были подчинены городская милиция и рабочие отряды. Оборона Тулы продолжалась до 6 декабря 1941 года, когда части Красной Армии перешли в контрнаступление.
За мужество и героизм, проявленные при обороне Тулы, награждены орденами Красного Знамени  командир 156-го стрелкового полка майор Зубков С. Ф., командир 115-го отдельного батальона капитан Кулагин М. И., командир роты 156-го полка старший лейтенант Малышков Н. П., командир оперативной роты 69-й бригады лейтенант Прокопенко А. В., командир батальона 156-го полка майор Потетюрин В. В., военный комиссар 156-го полка батальонный комиссар Старостин С. А., военный комиссар 115-го отдельного батальона старший политрук Уткин Г. А. Всего более пятидесяти бойцов и командиров 69-й бригады войск НКВД были награждены орденами и медалями .
Приказом НКВД СССР № 0144 от 15.04.1943 года 156-му полку присвоено почётное наименование «Тульский», за отличия в обороне г. Тулы Указом Президиума Верховного Совета СССР от 14.04.1943 года полк награждён орденом Красного Знамени.
Полковник А. К. Мельников и батальонный комиссар И. А. Власенко Указом Президиума Верховного Совета СССР от 12 апреля 1942 года за умелую организацию героической обороны Тулы были награждены орденами Красного Знамени.
В наградном листе на Мельникова А. К., подписанным начальником войск НКВД Западного фронта генерал-майором Петровым Ив. А.
, сказано:

Части 69 бригады войск НКВД под командой полковника Мельникова, с 15 октября ведут непрерывные бои с противником на подступах к г. Тула и г. Сталиногорск, нанося ему большой урон в живой силе и технике. Полковник Мельников в самые трудные моменты лично руководил боями, проявляя при этом мужество и тактическое мастерство.

С 15 октября 115 отдельный батальон, согласно приказу генерал-майора Захаркина, прикрывал отход частей Красной Армии на Калужском направлении, задержал продвижение противника до подхода частей Красной Армии, и не допустил его в г. Алексин, уничтожив в боях свыше 500 солдат и офицеров противника.

С 19 октября 156 полк войск НКВД под руководством полковника Мельникова ведёт непрерывные бои на подступах к г. Тула, отражая неоднократные танковые атаки противника, в том числе и ночные «психические». В боях уничтожено до 1500 солдат и офицеров противника, 4 танка и много другой техники.

За умелое руководство боевыми действиями и личное мужество и отвагу, достоин награждения правительственной наградой орденом — Красное Знамя.
В наградном листе на Власенко И. А., подписанным начальником войск НКВД Западного фронта генерал-майором Петровым Ив. А., сказано
:

20.10.41 г. высланный для защиты г. Тулы батальон 69 бригады под превосходящими силами противника вынужден был отходить, но появление тов. Власенко среди бойцов, командиров и политработников этого батальона, его личный пример и умение воодушевить бойцов, остановили их, в результате чего врагу был нанесён серьёзный урон, противник потерял более 300 солдат и офицеров.

В дни усиленного наступления врага на г. Тула, тов. Власенко вместе с 156 полком войск НКВД находился все время на переднем крае обороны, выдерживал неоднократные «психические атаки» врага, уничтожая танки и живую силу противника.

За проявленную личную храбрость, мужество и умелое руководство в бою, тов. Власенко достоин награждения правительственной наградой — орденом Красное Знамя.
Приказом НКВД СССР № 00223 от 31.01.1942 года 69-я бригада была переименована во 2-ю бригаду войск НКВД по охране особо важных предприятий промышленности .